# シルヴィオ・カトール
シルヴィオ・カトール（Sylvio P. Cator、1900年10月9日 - 1952年7月21日）は、ハイチの男子陸上競技選手である。1928年のアムステルダムオリンピックで銀メダルを獲得した。

## 経歴

### 初期キャリアとオリンピック出場
カトールは、当初サッカー選手としてラシン・クラブ・アイティアンに所属していた。しかし、1924年のパリオリンピックには陸上競技選手として出場し、走高跳で15位、走幅跳で12位という成績を残した。

### アムステルダムオリンピックでの功績
1928年、カトールはアムステルダムオリンピックの走幅跳に出場し、7m58を記録して銀メダルを獲得した。これは、金メダルを獲得したアメリカのエドワード・ハムに16cm及ばなかったものの、オリンピックにおけるハイチ史上最高の成績である。ハイチの選手でオリンピックの金メダルを獲得した者は現在まで存在しない。

### 世界記録樹立とその後
アムステルダムオリンピックの1か月後、カトールはパリで走幅跳において7m93の世界新記録を樹立した。この記録は、2007年時点においてもハイチ国内記録として保持されていた。1932年のロサンゼルスオリンピックにも走幅跳で出場したが、9位に終わっている。

## 引退後の活動と顕彰
競技生活引退後、カトールは1946年にハイチの首都ポルトープランスの市長に就任した。彼の死後、その功績を称え、ポルトープランスに多目的スタジアム「スタッド・シルヴィオ・カトール」（1953年完成）が建設された。また、1958年には、彼のオリンピック銀メダル獲得と世界記録樹立30周年を記念して、7種類の記念切手がハイチで発行されている。